# Jerzy Lewszecki
Jerzy Lewszecki (ur. 24 listopada 1913 w majątku Szczorse, zm. 2 sierpnia 1955 w Warszawie) – podporucznik artylerii Wojska Polskiego i Polskich Sił Zbrojnych.

## Życiorys
W maju 1931 złożył maturę w Korpusie Kadetów Nr 2 w Chełmnie. Następnie uczył się w Szkole Podchorążych Artylerii w Toruniu. 4 sierpnia 1934 Prezydent RP Ignacy Mościcki mianował go podporucznikiem ze starszeństwem z 15 sierpnia 1934 i 81. lokatą w korpusie oficerów artylerii, a minister spraw wojskowych wcielił do 3 Pułku Artylerii Ciężkiej w Wilnie. W lutym 1939 został przeniesiony do 4 Pułku Artylerii Ciężkiej w Łodzi na stanowisko dowódcy plutonu w 7. baterii. 2 lipca 1939 na stadionie Wojskowego Klubu Sportowego w Łodzi wziął udział w zawodach o „Nagrodę przechodnią 4 Grupy Artylerii”. W trakcie zawodów, koń na którym startował uległ kontuzji. Winnym wypadku okazał się jeździec, który był pod wpływem alkoholu. W kampanii wrześniowej 1939 walczył na stanowisku oficera zwiadowczego 10 Dywizjonu Artylerii Ciężkiej. Został odznaczony Krzyżem Walecznych.
30 września 1939 w Warszawie dostał się do niemieckiej niewoli i przebywał w niej do 29 kwietnia 1945. 23 lipca tego roku został przyjęty do 2 Korpusu Polskiego we Włoszech i przydzielony do 3 Karpackiego Pułku Artylerii Przeciwpancernej. W październiku 1946 został przyjęty do Polskiego Korpusu Przysposobienia i Rozmieszczenia. Od grudnia 1952 do kwietnia 1953, w stopniu kapitana, prowadził wykłady z zachowania tajemnicy wojskowej dla uczniów szkoły podchorążych artylerii. W tym czasie nawiązał kontakt z płk. Wincentym Bąkiewiczem, byłym szefem Oddziału II Sztabu 2 Korpusu Polskiego i wyraził zgodę na prowadzenie działań wywiadowczych na terenie Polski.
W listopadzie 1953 roku został wysłany z misją wywiadowczą do Polski z amerykańskiego ośrodka wojskowego Camp King w Oberursel w Niemczech Zachodnich. 26 listopada 1953 Lewszecki zaopatrzony w aparat fotograﬁczny, atrament sympatyczny w postaci rozpuszczalnych pigułek, środki ﬁnansowe (około 12 tys. złotych), broń palną, oraz fałszywe dokumenty tożsamości w języku polskim i niemieckim udał się na misję. Towarzyszył mu dezerter z Ludowego Wojska Polskiego, marynarz Polskiej Marynarki Handlowej Stanisław Rajkowski. Granicę między dwoma państwami niemieckimi przekroczyli pociągiem, którym następnie dojechali do niemieckiego Görlitz, stamtąd zaś postanowili przedostać się do kraju wpław przez Nysę. W marcu 1954 roku aresztowany i oskarżony o to, że w czasie od grudnia 1952r. do 17 marca 1954r. na terenie Anglii, Niemiec Zachodnich i Polski działając na szkodę Polski wstąpił na służbę II Oddziału przy tzw. rządzie londyńskim i prowadził działalność wywiadowczą na rzecz wywiadu amerykańskiego, skazany został na karę śmierci wyrokiem z 19 marca 1955 wydanym przez Wojskowy Sąd Rejonowy w Warszawie. Wyrok wykonano 2 sierpnia 1955. 
Pochowany prawdopodobnie na terenie dzisiejszej kwatery "Ł" zwanej "Łączką", wśród innych pogrzebanych potajemnie ofiar zamordowanych w więzieniu mokotowskim przy ul. Rakowieckiej w Warszawie. 1 listopada 1998 roku został tam odsłonięty pomnik jego pamięci.